# Louisville (Colorado)
Pour les articles homonymes, voir Louisville.
Louisville est une localité du comté de Boulder dans l'État du Colorado.
Selon le recensement de 2010, Louisville compte 18 376 habitants. Située au nord de Denver, la municipalité s'étend sur 7,99 milles carrés (20,69 km2).
La ville a été fondée en 1877. Elle est nommée en l'honneur du mineur Louis Nowotny.

## Démographie
| 1880 | 1890 | 1900 | 1910  | 1920  | 1930  |
| ---- | ---- | ---- | ----- | ----- | ----- |
| 450  | 596  | 966  | 1 706 | 1 799 | 1 681 |

| 1940  | 1950  | 1960  | 1970  | 1980  | 1990   |
| ----- | ----- | ----- | ----- | ----- | ------ |
| 2 023 | 1 978 | 2 073 | 2 409 | 5 593 | 12 361 |

| 2000   | 2010   | - | - | - | - |
| ------ | ------ | - | - | - | - |
| 18 937 | 18 376 | - | - | - | - |